# John Inglis (calciatore)
John Inglis (Edimburgo, 16 ottobre 1966) è un ex calciatore scozzese, di ruolo difensore.

## Carriera

### Club
Ha giocato con vari club nella sua carriera, durata dal 1983 al 2002.

## Palmarès

### Club

#### Competizioni nazionali
- Scottish League Cup: 1

Aberdeen: 1995-1996
- Campionato bulgaro: 1

Levski Sofia: 1999-2000